# Whitmore (Angleterre)
Pour les articles homonymes, voir Whitmore.
Whitmore est un village et une paroisse civile du Staffordshire en Angleterre.

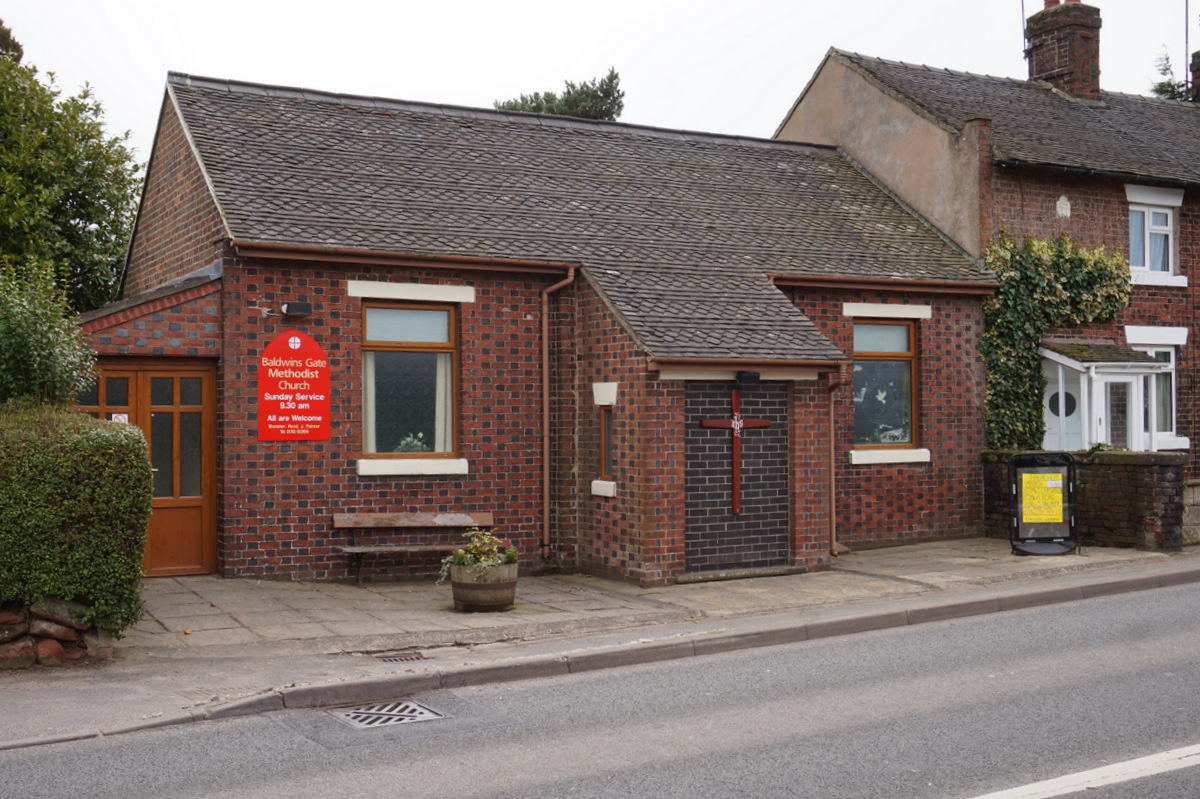
Église méthodiste à Whitmore.

La population était de 1,554 habitants en 2011.